# Graciela Mendoza
Pour les articles homonymes, voir Mendoza.
María Graciela Mendoza Barrios (née le 23 mars 1963 à Ixtapan del Oro) est une athlète mexicaine, spécialiste de la marche. Elle a participé trois fois aux jeux olympiques et a remporté trois médailles d'or aux jeux panaméricains.

## Palmarès
| Date | Compétition        | Lieu          | Résultat | Épreuve  | Performance     |
| ---- | ------------------ | ------------- | -------- | -------- | --------------- |
| 1991 | Jeux panaméricains | La Havane     | 1er      | 10 000 m | 46 min 41 s 56  |
| 1995 | Jeux panaméricains | Mar del Plata | 1er      | 10 000 m | 46 min 31 s 93  |
| 1999 | Jeux panaméricains | Winnipeg      | 1er      | 20 km    | 1 h 34 min 19 s |

## Records
| Épreuve | Performance     | Lieu          | Date         |
| ------- | --------------- | ------------- | ------------ |
| 10 km   | 42 min 42 s     | Naumbourg     | 5 avril 1997 |
| 20 km   | 1 h 30 min 03 s | Mézidon-Canon | 2 mai 1999   |